# Giurgiu (distrito)
Pronunciação
Giurgiu é um judeţ (distrito) da Romênia, na região da Valáquia. Sua capital é a cidade de Giurgiu.

## Geografia
Giurgiu possui uma área total de 3.526 km².

O condado está situado em uma planície - a parte sul da Planície Romena. A paisagem é plana e cortada por pequenos rios. No sul está o vale do Danúbio que forma a fronteira com a Bulgária. No norte, correm os rios Argeş e Dâmboviţa.

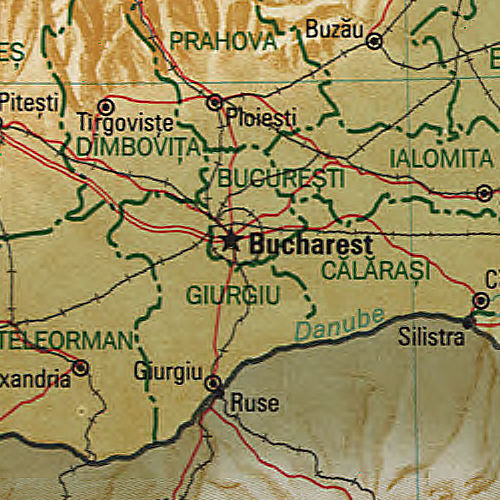
Mapa de Giurgiu.

### Limites
- Călăraşi a leste;
- Călăraşi a oeste;
- Ilfov e Dâmboviţa ao norte;
- Bulgária ao sul.

## Demografia
Em 2002, possuia uma população de 297.859 habitantes e uma densidade demográfica de 84 hab/km².

### Grupos étnicos
- Romenos: 96%[1]
- Ciganos: 3,5% e outras minorias.

### Evolução da população
| \| ano \| população[2] \| \| ---- \| ------------ \| \| 1930 \| 269.577 \| \| 1948 \| 313.793 \| \| 1956 \| 325.045 \| \| 1966 \| 320.120 \| \| 1977 \| 327.494 \| \| 1992 \| 313.352 \| \| 2002 \| 297.859 \| |           |
| ano | população |
| 1930 | 269.577   |
| 1948 | 313.793   |
| 1956 | 325.045   |
| 1966 | 320.120   |
| 1977 | 327.494   |
| 1992 | 313.352   |
| 2002 | 297.859   |

## Economia
Giurgiu possui 2 grandes áreas de desenvolvimento: uma próxima a cidade de Giurgiu - A Área de Livre Comércio de Giurgiu e uma no norte do condado devido a sua proximidade com Bucareste.
As indústrias predominantes em Giurgiu são:
- Indústria alimentícia e bebidas;
- Indústria têxtil;
- Indústria química;
- Indústria madeireira e carpintaria;
- Indústria de componentes mecánicos.

A agricultura é a principal atividade de Giurgiu. 59% da área cultivada é irrigada.

## Turismo

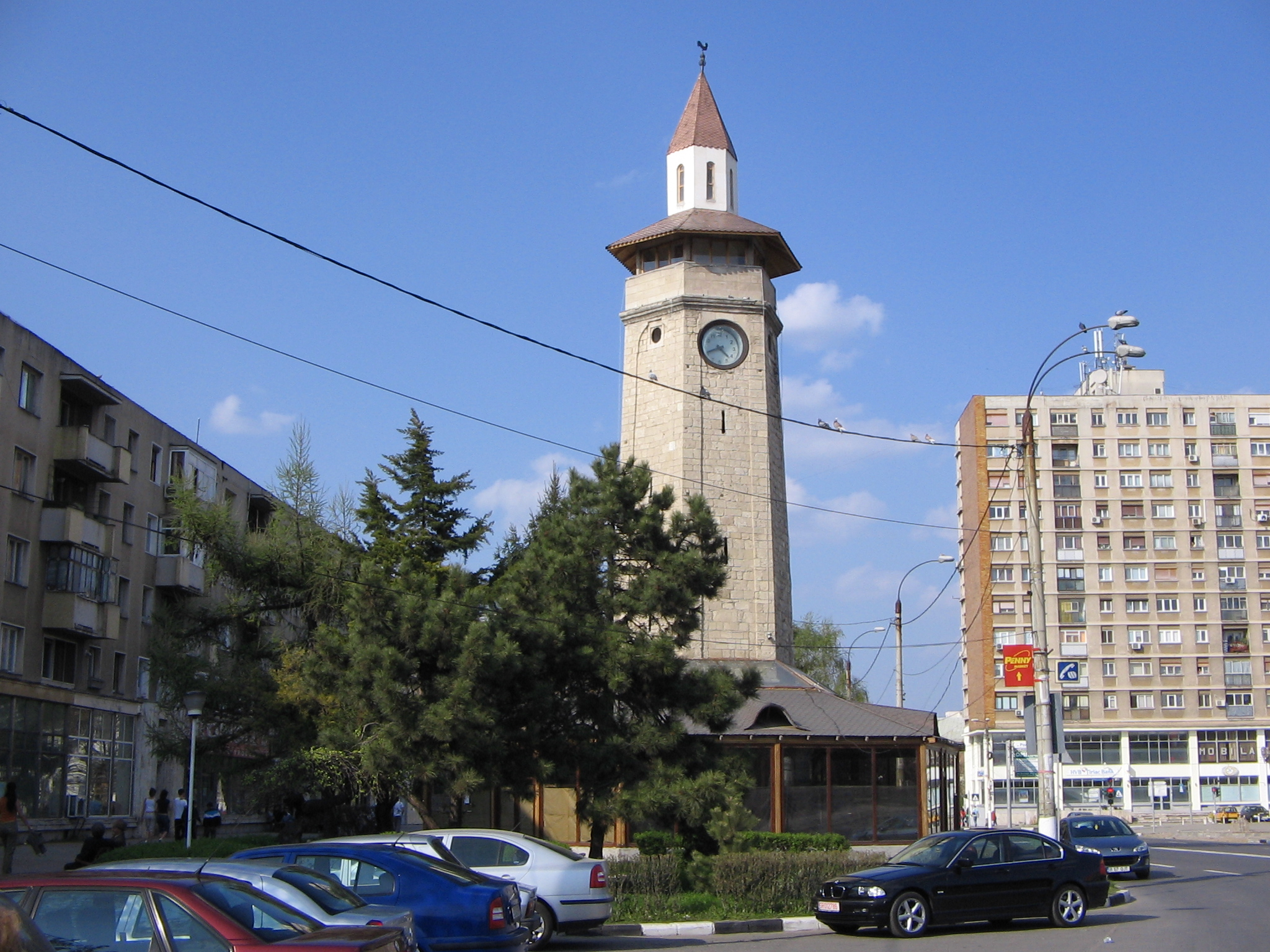
Torre do relógio, atração turística de Giurgiu.

A principal atração turística do condado é a capital de Giurgiu.

## Divisiões administrativas
O distrito possui 1 município, 2 cidades e 50 comunas.

### Municípios
- Giurgiu

### Cidades
- Bolintin-Vale
- Mihăileşti

### Comunas
| - Adunaţii-Copăceni - Băneasa - Bolintin-Deal - Bucşani - Bulbucata - Buturugeni - Călugăreni - Clejani - Colibaşi | - Comana - Cosoba - Crevedia Mare - Daia - Floreşti-Stoeneşti - Frăteşti - Găiseni - Găujani - Ghimpaţi | - Gogoşari - Gostinari - Gostinu - Grădinari - Greaca - Herăşti - Hotarele - Iepureşti - Izvoarele | - Joiţa - Letca Nouă - Malu - Mârşa - Mihai Bravu - Ogrezeni - Oinacu - Prundu - Putineiu | - Răsuceni - Roata de Jos - Săbăreni - Schitu - Singureni - Slobozia - Stăneşti - Stoeneşti - Toporu | - Ulmi - Valea Dragului - Vânătorii Mici - Vărăşti - Vedea |